# 카를 슈바르츠실트
카를 슈바르츠실트(독일어: Karl Schwarzschild, 1873년 10월 9일 ~ 1916년 5월 11일)는 독일의 물리학자이자 천문학자이다. 천체물리학자 마틴 슈바르츠쉴트의 아버지이다. 관측천문학 분야에서 사진을 이용한 별의 광도 측정법을 표준화하는 데 노력했다. 이론천문학 분야에서는 별의 흡수선 형성이론과 항성집단의 타원체적인 속도분포이론 등이 유명하다. 또한 우주론에서도 아인슈타인의 중력방정식에 대한 완전해로 슈바르츠실트의 해를 구했고, 별이 중력붕괴를 일으키는 임계반지름 이론 등 일반 상대성이론에 대한 연구가 높은 평가를 받았다. 참고로, 슈바르츠실트 해는 수학적으로 질량을 압축함으로써 회전하지 않는 구형의 질량 덩어리(항성이나 블랙홀) 주위의 시공간 기하를 기술한다. 기하학적 수차의 섭동 조사를 통해 변광성을 측정하기도 했다. 제1차 세계 대전 당시 독일군에서 복무하였고 야포의 탄도를 계산하기도 하였으나 동부전선에서 종군하던 중 천포창이 발병하여 사망하였다.
포츠담관측소 소장을 역임한 바 있으며 젊은 시절 평소 행성궤도에 대한 계산에 집중하였었던 것으로 알려져 있다.

## 같이 보기
- 슈바르츠실트 반지름
- 슈바르츠실트 블랙홀
- 슈바르츠실트 특이점

## 참고
- 주간동아2019년1185호-104년 전 아인슈타인의 예측과 슈바르츠실트의 계산이 맞았다 -인류 최초의 블랙홀 촬영, 그 방법과 의미
- 위키문헌 - 아인슈타인의 이론에 따른 질량 점의 중력장에 대해서 1916 Karl Schwarzschild